# Wong Kar-wai
Wong Kar-wai (王家衛S, Wáng JiāwèiP; Shanghai, 17 luglio 1958) è un regista, sceneggiatore e produttore cinematografico hongkonghese.
Figura anomala del cinema hongkonghese, Wong Kar-wai, che pure ha influenzato numerosi cineasti, risulta stilisticamente isolato rispetto al cinema cinese contemporaneo. Con la sua opera ha messo in scena il fluire del tempo, filtrato attraverso una percezione sentimentale in grado di isolare e dare forma anche alle modificazioni più impercettibili della realtà.

## Biografia
Dopo aver conseguito nel 1980 il diploma di design grafico presso il Politecnico di Hong Kong, ha iniziato il suo apprendistato presso la Hong Kong Television Broadcasts Ltd., la principale rete televisiva della città, dove comincia a lavorare come assistente di produzione. In quegli anni la crisi della casa di produzione degli Shaw Brothers, la società cinematografica hongkonghese di punta, specializzata in film d'arti marziali, aveva permesso alla televisione di diventare il centro principale di formazione dei nuovi talenti. In questa fase di rinnovamento, Wong Kar-wai lavora come assistente alla regia e sceneggiatore per il regista Patrick Tam e fa il suo primo esordio alla regia con As Tears Go By (Wong gok ka moon) (1988), un melodramma urbano dai toni noir, successo immediato ad Hong Kong.
Già con il film successivo, Days of Being Wild (A Fei jing juen) (1991), si è andato incrinando il miracoloso equilibrio tra successo di pubblico e libertà creativa del regista, rappresentata dalla forte tensione modernista del linguaggio cinematografico, affiancata da un uso antispettacolare di alcuni dei divi più amati a Hong Kong; sebbene il film fosse stato progettato originariamente come un dittico, la produzione è stata sospesa a causa della lunghezza dei tempi di lavorazione. Days of Being Wild ha inaugurato non solo quella riflessione sulle forme del tempo che ha poi caratterizzato tutti i film di Wong Kar-wai, ma anche la collaborazione con il direttore della fotografia Christopher Doyle, divenuto suo principale collaboratore.
Nonostante l'insuccesso economico e popolare, il film riuscì a riscuotere un enorme consenso critico e il regista poté affrontare la sua sfida più ambiziosa: Ashes of Time (Dung che sai duk) (1994), una rivisitazione del wuxia. Film lunare, convulso, astratto e onirico, Ashes of Time scompone ogni linearità narrativa sostituendola con ipotesi di percorsi e di relazioni frammentate in cui i protagonisti si perdono in un labirinto di specchi immagini multiple. Durante un intervallo di tre mesi nel corso della lavorazione di Ashes of Time (protrattasi per quasi due anni), Wong Kar-wai, con l'aiuto di una troupe minima, riuscì a realizzare Hong Kong Express (Chungking Express) (1994). Girato con malinconica leggerezza, il film (diviso in due episodi) è una divagazione notturna nei territori di Hong Kong. Un terzo episodio, che era previsto nel piano originale, ha fornito l'occasione per Angeli perduti (Fallen Angels) (1995).
Due anni dopo in Happy Together (Chunguang zia die) (1997), Wong Kar-wai ha affrontato il tema della passione, ma anche quello dell'esilio e del ritorno di Hong Kong alla Repubblica popolare cinese. Con In the Mood for Love (Fa yeung nin wa) (2000), sullo sfondo della Hong Kong del 1962 in via della imminente occidentalizzazione, Wong Kar-wai ha intrecciato il destino di due amanti che vivono una passione incompiuta, indifferenti agli stravolgimenti politici di quell'area geografica in quei tempi. Nel 2004 presenta in concorso al Festival di Cannes 2046, struggente storia d'amore ambientata un anno prima rispetto a quello che sarà l'anno di riannessione di Hong Kong alla Cina.
Sempre nel 2004, Wong Kar-wai è presente alla 61ª Mostra di Venezia con Eros, film realizzato assieme a Michelangelo Antonioni e Steven Soderbergh, di cui realizza l'episodio La mano. Nel 2006 è stato presidente della giuria alla 59ª edizione del Festival di Cannes, il primo cinese a ricoprire questo incarico. L'anno successivo compie il suo esordio negli Stati Uniti con Un bacio romantico - My Blueberry Nights, melodramma in lingua inglese interpretato dalle cantanti Norah Jones e Cat Power, scelto come film d'apertura della 60ª edizione del Festival di Cannes. Nel 2008 taglia e rimonta il film wuxia del 1994, presentato fuori concorso in proiezioni speciali al 61º Festival di Cannes con il titolo Ashes of Time Redux. Nel 2013 è stato presidente della giuria alla 63ª edizione del Festival internazionale del cinema di Berlino e dedica un film a Yip Man, maestro d'arti marziali e mentore di Bruce Lee, protagonista del biografico The Grandmaster. Tony Leung è il suo attore feticcio, in scena e protagonista di buona parte dei suoi film.

## Filmografia

### Regia

#### Cortometraggi
- wkw/tk/1996@7'55"hk.net (1996)
- Hua Yang De Nian Hua (2000)
- The Hire: The Follow (2001)
- Six Days (2002)
- La mano (The Hand), episodio di Eros (2004)
- I Travelled 9000 km to Give It to You, episodio di Chacun son cinéma (2007)
- There's Only One Sun (2007)
- Dior Midnight Poison (2007)
- The Mask (2011)
- Déjà Vu (2012)

#### Lungometraggi
- As Tears Go By (Wong gok ka moon) (1988)
- Days of Being Wild (A Fei jing juen) (1991)
- Hong Kong Express (Chungking Express) (1994)
- Ashes of Time (Dung che sai duk) (1994)
- Angeli perduti (Duòluò tiānshǐ) (1995)
- Happy Together (1997)
- In the Mood for Love (Fa yeung nin wa) (2000)
- 2046 (2004)
- Un bacio romantico - My Blueberry Nights (My Blueberry Nights) (2007)
- The Grandmaster (Yut doi jung si) (2013)

### Sceneggiatura
- As Tears Go By (Wong gok ka moon) (1988)
- Days of Being Wild (A Fei jing juen) (1991)
- Ashes of Time (Dung che sai duk) (1994)
- Hong Kong Express (Chungking Express) (1994)
- Angeli perduti (Fallen Angels) (1995)
- Happy Together (1997)
- In the Mood for Love (Fa yeung nin wa) (2000)
- I Travelled 9000 km to Give It to You, episodio di Chacun son cinéma (2007)
- Un bacio romantico - My Blueberry Nights (My Blueberry Nights) (2007)
- The Grandmaster (Yut doi jung si) (2013)

### Soggetto
- As Tears Go By (Wong gok ka moon) (1988)
- Days of Being Wild (A Fei jing juen) (1991)
- Hong Kong Express (Chungking Express) (1994)
- Angeli perduti (Fallen Angels) (1995)
- Happy Together (1997)
- In the Mood for Love (Fa yeung nin wa) (2000)
- 2046 (2004)
- La mano (The Hand), episodio di Eros (2004)
- Un bacio romantico - My Blueberry Nights (My Blueberry Nights) (2007)
- The Grandmaster (Yut doi jung si) (2013)

### Produttore
- Chinese Odyssey 2002 (2002)
- 2046 (2004)
- Un bacio romantico - My Blueberry Nights (My Blueberry Nights) (2007)
- The Grandmaster (Yut doi jung si) (2013)

## Riconoscimenti
- British Academy Film Awards
  - 2001 - Candidatura al miglior film non in lingua inglese per In the Mood for Love
- Mostra internazionale d'arte cinematografica di Venezia
  - 1994 - Osella d'oro per l'alto livello artistico per Ashes of Time
- Festival di Cannes
  - 1997 - Prix de la mise en scène per Happy Together
  - 1997 - In concorso per la Palma d'oro con Happy Together
  - 2000 - In concorso per la Palma d'oro con In the Mood for Love
  - 2004 - In concorso per la Palma d'oro con 2046
  - 2007 - In concorso per la Palma d'oro con Un bacio romantico - My Blueberry Nights
- European Film Awards
  - 2000 - Miglior film internazionale per In the Mood for Love
  - 2004 - Miglior film internazionale per 2046
- Festival del cinema di Stoccolma
  - 1994 - Premio FIPRESCI per Hong Kong Express
  - 2008 - Visionary Award
- Semana Internacional de Cine de Valladolid
  - 2004 - Premio FIPRESCI per 2046
  - 2004 - In concorso per la Espiga de oro con 2046
  - 2007 - In concorso per la Espiga de oro con Un bacio romantico - My Blueberry Nights'
- Hong Kong Film Awards
  - 1989 - Candidatura alla miglior regia per As Tears Go By
  - 1991 - Candidatura alla migliore sceneggiatura per Days of Being Wild
  - 1991 - Miglior regia per Days of Being Wild
  - 1995 - Candidatura alla migliore sceneggiatura per Ashes of Time
  - 1995 - Candidatura alla miglior regia per Ashes of Time
  - 1995 - Candidatura alla migliore sceneggiatura per Hong Kong Express
  - 1995 - Miglior regia per Hong Kong Express
  - 1996 - Candidatura alla miglior regia per Angeli perduti
  - 1998 - Candidatura alla miglior regia per Happy Together
  - 1998 - Candidatura al miglior film per Happy Together
  - 2001 - Candidatura alla miglior regia per In the Mood for Love
  - 2001 - Candidatura alla migliore sceneggiatura per In the Mood for Love
  - 2005 - Candidatura alla miglior regia per 2046
  - 2005 - Candidatura alla migliore sceneggiatura per 2046
  - 2014 - Miglior regia per The Grandmaster
  - 2014 - Migliore sceneggiatura per The Grandmaster
- Golden Horse Film Festival
  - 1988 - Candidatura alla miglior regia per As Tears Go By
  - 1991 - Miglior regia per Days of Being Wild
  - 1994 - Candidatura alla migliore sceneggiatura non originale per Ashes of Time
  - 1994 - Candidatura alla miglior regia per Hong Kong Express
  - 1997 - Candidatura alla miglior regia per Happy Together
  - 2000 - Candidatura alla miglior regia per In the Mood for Love
  - 2000 - Candidatura alla migliore sceneggiatura originale per In the Mood for Love
  - 2013 - Candidatura alla miglior regia per The Grandmaster
- Premio César
  - 2001 - Miglior film straniero per In the Mood for Love
- David di Donatello
  - 2001 - Candidatura al miglior film straniero per In the Mood for Love
  - 2005 - Candidatura al miglior film straniero per 2046
- Fotogrammi d'argento
  - 2002 - Miglior film straniero per In the Mood for Love
- Independent Spirit Awards
  - 1997 - Candidatura al miglior film straniero per Hong Kong Express
  - 1998 - Candidatura al miglior film straniero per Happy Together
  - 2001 - Candidatura al miglior film straniero per In the Mood for Love
- Los Angeles Film Critics Association
  - 2001 - Candidatura al miglior film in lingua straniera per In the Mood for Love
  - 2005 - Candidatura al miglior film in lingua straniera per 2046
- SESC Film Festival
  - 2002 - Premio della critica al miglior film straniero per In the Mood for Love
  - 2002 - Premio del pubblico al miglior film straniero per In the Mood for Love
  - 2002 - Premio della critica al miglior regista straniero per In the Mood for Love
  - 2002 - Premio del pubblico al miglior regista straniero per In the Mood for Love
- Deutscher Filmpreis
  - 2001 - Lola al miglior film straniero per In the Mood for Love
- Chicago International Film Festival
  - 1994 - In concorso per il Gold Hugo al miglior film con Hong Kong Express
  - 2003 - In concorso per il Gold Hugo al miglior cortometraggio con Six Days
- Festival des 3 Continents
  - 1991 - In concorso per la Mongolfiera d'oro con Days of Being Wild
  - 1996 - In concorso per la Mongolfiera d'oro con Ashes of Time
- Premio Bodil
  - 2002 - Candidatura al miglior film straniero non statunitense per In the Mood for Love
- Locarno Film Festival
  - 1994 - In concorso per il Pardo d'oro con Hong Kong Express
- Asian Film Festival
  - 1991 - Miglior regia per Days of Being Wild
  - 2013 - Candidatura al miglior film per The Grandmaster
  - 2013 - Candidatura alla miglior regia per The Grandmaster
- Asociación de Cronistas Cinematográficos de la Argentina
  - 2002 - Miglior film in lingua straniera per In the Mood for Love
  - 2006 - Candidatura al miglior film in lingua straniera per 2046
- National Society of Film Critics
  - 2006 - Candidatura al miglior film in lingua straniera per 2046